# Hansgeorg Lenz
 Der er for få eller ingen kildehenvisninger i denne artikel, hvilket er et problem. Du kan hjælpe ved at angive troværdige kilder til de påstande, som fremføres i artiklen.

Hansgeorg Lenz (født 11. marts 1926 i Danzig, død 30. juli 2011) var en dansk musikanmelder og musik-reporter først ved Dagens Nyheder, så ved Dagbladet Information 1955-1994 og som free-lance medarbejder på Danmarks Radio som radiovært i "pladevender"-programmet Pladeforum på P2/DR klassisk, der lå i forlængelse af hans rubrik i Information. "Pladen Rundt", med smagsprøver på forskellige indspilninger af det samme værk, udsendelser der blev produceret i Radiohuset på Rosenørns Allé frem til 2004. 
Lenz kom til Danmark efter invitation af K.E. Løgstrup efter at have mistet næsten hele sin familie under anden verdenskrig. Kort efter krigsafslutningen flygtede han fra den russiske besættelseszone og ind i det amerikanske nordlige Bayern, hvor han blev cand.mag. fra universitetet i Erlangen på en afhandling om Franz Kafka.  
Lenz' anmeldelser af pladeindspilninger fyldte gerne en tætskrevet avisside (i det gamle broadsheet format). Dertil kom reportager fra Bayreuth og fra Salzburg festspillene samt interviews med efterkrigstidens store komponister, Karlheinz Stockhausen, Hans Werner Henze og Pierre Boulez, alle tilhørende Lenz' generation. Foruden tilbagekomne portrætter af kunstnere fra Bernstein, Karajan og Bruno Walter til danske Finn Viderø og Aksel Schiøtz.
Han var også litteraturanmelder og skrev madopskrifter.
I en lang årrække anmeldte Lenz klassiske lp'er og cd'er i DR's Pladeforum og Søndagsklassikeren P2. 
Han og hustruen Inger Marie, der var organist i Store Heddinge Kirke, boede ved en 10 meter høj skrænt på Stevns nær Bøgeskoven Havn. I 2001 byttede de huset med en lejlighed bag Grundtvigskirken og én i Venedig, inden de flyttede til Kerteminde-egnen. 
Et udvalg af Lenz' artikler Lykken er en ener er udgivet på Gyldendal. Hans bidrag fremhæves jævnligt i debatten om klassisk musik i DR som eksempel til efterfølgelse.